# Abonyi Attila
Abonyi Attila (Budapest, Magyarország, 1946. augusztus 16. – Új-Dél-Wales, 2023. július 6.) magyar származású visszavonult ausztrál labdarúgó és edző.

## Pályafutása
Magyarországon született, családja még gyermekkorában kivándorolt Ausztráliába. 10 éves korában itt ismerkedett meg a labdarúgással. Első profi klubja a Melbourne Hungaria volt, itt 1962–1968 között játszott. Későbbi klubjai a St. George-Budapest 1969–1976 között és a Sydney Croatia 1977–1979 között. 1974-ben részt vett az NSZK-ban megrendezett világbajnokságon. 
Tíz évig tartó válogatott karrierje során (1967–1977) 89 mérkőzésen 36 gólt szerzett. Ezzel a teljesítménnyel holtversenyben harmadik az ausztrál örökranglistán.